# پابلو پرز (بازیکن فوتبال، زاده ۲۰۰۱)
پابلو پرز (انگلیسی: Pablo Pérez؛ زادهٔ ۱۸ اوت ۲۰۰۱) بازیکن فوتبال اهل اسپانیا است که در حال حاضر برای باشگاه فوتبال اتلتیکو مادرید بی بازی می‌کند. 
وی همچنین در تیم ملی فوتبال زیر ۱۹ سال اسپانیا بازی کرده است.